# Raining Blood
«Raining Blood» (с англ. — «Кровавый дождь») — песня американской трэш-метал-группы Slayer, заключительный трек их третьего студийного альбома Reign in Blood.
В марте 2023 года группа авторов американского издания Rolling Stone включила данную композицию в список «100 величайших хеви-метал песен всех времён». В этом рейтинге она заняла 8-ю позицию.

## Появления в других произведениях
Песня прозвучала в 127-м эпизоде South Park «Die Hippie, Die», который вышел 16 марта 2005 года.
Помимо этого, «Raining Blood» вошла в саундтрек игры Grand Theft Auto: Vice City (её можно услышать на радиостанции V-Rock) и присутствует в игре Guitar Hero III: Legends of Rock.

## Каверы
В 2001 году песня была перепета Тори Амос в альбоме Strange Little Girls. Песня Raining Blood была предложена басистом Джастином Мелдэл-Джонсеном. По словам Керри Кинга, кавер был странным: «мне потребовались полторы минуты, чтобы опознать песню, хотя я знал, что это „Raining Blood“».
В 2020 Raining Blood перепели музыканты группы Кувалда в рамках проекта IvanDaVovan. Они добавили в песню множество гитарных соло и сняли видеоклип с участием своих детей.

## Участники
- Том Арайа — бас-гитара, вокал
- Джефф Ханнеман — гитара
- Керри Кинг — гитара
- Дэйв Ломбардо — ударные

## Чарты
| Чарт (1987)             | Высшая позиция |
| ----------------------- | -------------- |
| Official Charts Company | 64             |